# Pacorus I của Parthia
Pacorus I của Parthia (mất năm 38 trước Công nguyên) là con trai của vua Orodes II và hoàng hậu Laodice của Đế chế Parthia. Có thể nói rằng ông đã đồng cai trị với cha trong ít nhất một phần của triều đại của cha mình. Vợ ông là một công chúa Armenia không rõ tên, con gái vua Tigranes Đại đế của Armenia và vợ ông, Nữ hoàng Cleopatra của Pontos.
Sau sự thất bại của vị tướng La Mã Marcus Licinius Crassus trong trận Carrhae năm 53TCN, Pacorus đã phát động một cuộc xâm lược Syria trong năm 51 trước Công nguyên, một thời gian ngắn chinh phục lãnh thổ La Mã trước khi ông bị đánh đuổi bởi Cassius.
Pacorus xâm lược Syria một lần nữa trong năm 40 trước Công nguyên trong liên minh với vị tướng phản loạn La Mã Quintus Labienus. Những đội quân đồn trú La Mã bỏ trốn theo Labienus và đội quân kết hợp này đã đánh bại lực lượng của thống đốc La Mã Decidius Saxa, người bị mất hầu hết quân của mình và một số aquilae buộc ông ta rút về Antioch. Với lực lượng chính quy của kẻ địch bị đánh tan tác, Pacorus và Labienus chiếm toàn bộ Palestine và Anatolia, với ngoại lệ của một vài thành phố đã giữ được, bao gồm cả Týros. Ở Judea, Pacorus ủy thác cho Barzapharnes lật đổ vua Hyrcanus II và bổ nhiệm vua Antigonus cháu trai của ông ta thay thế.
Năm 39 trước Công nguyên, một cuộc phản công của La Mã dưới sự chỉ huy của Publius Ventidius Bassus đã giết chết Labienus trong một trận chiến ở dãy núi Taurus và khôi phục Anatolia. Pacorus quay trở lại Syria năm 38 trước Công nguyên, nhưng đã bị giết chết trong trận Cyrrhestica.